# سیارک ۲۰۵۸۱
سیارک ۲۰۵۸۱ (به انگلیسی: 20581 Prendergast، نامگذاری:1999RQ152) بیست هزار و پانصد و هشتاد و یکمین سیارک کشف شده‌است که در ۹ سپتامبر ۱۹۹۹ کشف شد.
قدر مطلق سیارک برابر ۱۲.۹ است.